# HEAVY RAIN 心の軋むとき
『HEAVY RAIN 心の軋むとき』（ヘビーレイン こころのきしむとき、HEAVY RAIN）は、フランスのクアンティック・ドリームが開発した、PlayStation 3用ミステリーアドベンチャーゲーム。監修はクアンティック・ドリームの設立者にして取締役会長兼CEO（PDG）であるデヴィッド・ケージ。日本ゲーム大賞では本作は独創性や革新性の高いタイトルとしてゲームデザイナーズ大賞を受賞した。
2016年には『BEYOND: Two Souls』とセットでPlayStation 4にリマスター版が発売された。日本では2016年6月1日よりPlayStation Storeのダウンロード専売で配信。

## 概要
連続誘拐殺人事件を巡り、4人の主人公がその謎に迫っていくアドベンチャーゲーム。主要な登場人物は実在の俳優を元にモデリングしており、多くの場合はモーションアクターや英語版での声優も同じ俳優が務めている。
本作の特徴として、シーンに応じて実際の動作に基づいた直感的なコントローラ操作が要求される点がある。要求される操作は、物を持つ、ドアを開けるといった簡単な操作から、格闘や逃走といった素早い選択や判断による俊敏性が求められるものまで、様々なパターンが存在する。複数のボタンを表示が消えるまで押し続けたり、特定のボタンを連打したり、PS3用コントローラSIXAXISのモーションセンサーを利用してコントローラ自体を動かしたり傾けたりといった操作も必要となる。その反面、主人公の移動操作は「左レバーで視線変更+R2ボタンで視線の向きへ前進」と感覚的とは言えない本作独特の操作が要求される。主人公たちにはゲームの過程で様々な選択や命がけの試練が待ち受けており、それによってストーリーが分岐。ゲームオーバーの概念が無く、特定の主人公が死亡しても物語の終わりまでそのままの状況で話は進行する。そのためエンディングも、4人の主人公のその後が順番に語られるマルチエンディングとなっている。
本編では語られなかった部分を描くノーマン、マディソン、犯人の追加エピソードがダウンロードコンテンツとして販売される予定だったが、マディソンを主人公とした「クロニクルエピソード1」のみが発売され、残りの2作は発売中止となった。このダウンロードコンテンツはPS3版のみで、PS4版ではプレイできない。

## ストーリー
アメリカの小さな町で3年間に渡り起き続けている連続誘拐殺人事件が再び世間を騒がせている。この事件は『折り紙殺人事件』とも呼ばれており、雨の季節に10歳前後の少年が拉致され、4日後に溺死体となり、死体の手には決まって折り紙と蘭の花を持たされるという奇怪なものだった。
ある日、心に傷を負った男・イーサンの息子であるショーンが「折り紙殺人鬼」に誘拐される。4日後というタイムリミットが迫る中、イーサンは「折り紙殺人鬼」からの何らかの犠牲を伴う理不尽な「試練」に振り回され続ける事になるのだが…。

## 登場人物

### 主人公達
イーサン・マーズ（Ethan Mars）
俳優 - Pascal Langdale　日本版声優 - 宮本充
主人公の1人で、職業は建築家。物語開始時点では愛する妻グレイスと2人の息子ジェイソンとショーンに囲まれ、順風満帆な生活を送っていた。しかしある日、些細な不注意が切っ掛けで長男のジェイソンを交通事故で失い、自身も事故による負傷で半年間昏睡状態に陥る。
目覚めて以降は息子の死に対する絶望と自責の念に強く苛まれており、定期的にカウンセリングを受診している。また、昏睡から回復して以降、時折発生する原因不明の意識障害に悩まされている。妻のグレイスとは事故から2年経過する間に別居状態となっている。もう一人の息子であるショーンは妻と交代で世話をしているが、ジェイソンを失う前の様な親密さが薄れており、息子との心のすれ違いに苦悩している。
ある日ショーンが「折り紙殺人鬼」に拉致されてしまい、息子を救うため犯人から与えられた過酷な試練に挑んでいく。
キャプチャーモデルはイギリスの俳優 パスカル・ラングデール（Pascal Langdale）。
スコット・シェルビー（Scott Shelby）
俳優 - Sam Douglas　日本版声優 - 銀河万丈
元警察官という経歴を持つ私立探偵。「折り紙殺人事件」の調査依頼を受け、被害者の家族たちから証言を聞きだしつつ、事件を追っていく。
被害者の遺族に共感し、時にはお節介を焼くこともある。ブレイク警部補とは面識があり、シェルビーが警察署へ向かう展開ではブレイク警部補と会話を交わす場面が見られる。
キャプチャーモデルはサム・ダグラス（Sam Douglas）。
マディソン・ペイジ（Madison Paige）
俳優 - Jacqui Ainsley　英語版声優 - Judi Beecher　日本版声優 - 甲斐田裕子
駆け出しの新聞記者。不眠症に悩まされている。
不眠症対策の為に停まっていたモーテルで、偶然にも同じモーテルを利用していたイーサンと出会う。折り紙殺人鬼の試練によって負傷していたイーサンを介抱した事を切っ掛けに、徐々に彼と関係性を深めていく。
イーサンとの関わりの中で折り紙殺人事件への関心を持つ様になり、大胆な方法で独自に容疑者や情報源に近づいていくが、危険な目にあうことも多々ある。
キャプチャーモデルはイギリスのモデル ジャッキー・エインスリー（Jacqui Ainsley）。
ノーマン・ジェイデン（Norman Jayden）
俳優 - Leon Ockenden　日本版声優 - 平田広明
「折り紙殺人事件」解決のためにFBIから派遣された捜査官。巧みな心理プロファイリングと、最新捜査ツール「ARI」（アリ；Added Reality Interface（アド・リアリティー・インターフェース、いわゆる「拡張現実界面」）の略でまだ実験段階にあるFBIの証拠検出システム）を駆使して事件の真相に迫っていく。だが、「ARI」を使用することによる副作用に悩まされており、その抑制に中毒性の高い精神安定剤（麻薬）であるトリプトケイン（Triptocaine）を服用している。トリプトケインの禁断症状が、自身の身体を蝕みつつあることに悩み続けている。
キャプチャーモデルはイギリスの俳優 レオン・オッケンデン（Leon Ockenden）。

### その他の登場人物
クラレンス・デュフレ（Clarence Dupre）
日本版声優 - 丸山壮史
精神科医でイーサンの主治療を勤める。イーサンの意識障害の秘密を知る。
カーター・ブレイク（Carter Blake）
日本版声優 - 牛山茂
ジェイデンの相方として、折り紙殺人鬼の捜査を行う刑事。
事件解決のためには手段を選ばず、被疑者の自宅へ令状なしに強行侵入したり、証言を得る為に聞き込み対象を恫喝し、時に暴力を用いて拷問紛いの尋問を行うことも辞さない。その捜査手法故にジェイデンからの心象は悪く、ブレイクの側もFBIから派遣されたジェイデンの事を快く思っていない為、捜査の過程でたびたび衝突を起こすことになる。
ローレン・ウィンター（Lauren Winter）
俳優 - Aurélie Bancilhon　日本版声優 - 木下紗華
娼婦。ジョニーという息子がいたが、折り紙殺人鬼の犠牲となっている。シェルビーの訪問を受けてからしばらく後に彼の探偵事務所を訪れ、彼の調査に協力する様になる。
グレイス・マーズ（Grace Mars）
日本版声優 - 佐々木優子
イーサンの妻。交通事故のあとにイーサンと別居している。
ショーン・マーズ（Shaun Mars）
日本版声優 - 矢島晶子
イーサンの次男。兄であるジェイソンの死を切っ掛けに暗い性格となってしまっている。その一方で罪悪感に苦しむ父親イーサンのことを気に掛けており、作中で「ジェイソンの事はパパのせいじゃない」とイーサンに伝える場面もある。折り紙殺人鬼に誘拐されてしまう。
ジェイソン・マーズ（Jason Mars）
日本版声優 - 矢島晶子
イーサンの長男。ショーンの2歳年上の兄。2年前に起きた交通事故で亡くなっている。

## 用語

### 折り紙殺人鬼
作中の3年前から世間を騒がせている殺人鬼。発見される犠牲者の手に必ず折り紙が添えられていることからそう呼ばれている。作中でショーンが誘拐されるまでの間に8名もの犠牲者が出ている。
被害者は全て少年で、年齢層は8歳から13歳。被害者は人知れず公共の場から姿を消し、4日から5日後に死体となって発見される。犯行は雨の多い秋にのみ発生し、犠牲者の死因は常に溺死である。この事から、ジェイデンは犯人の手口について「雨水が溜まるタンクの中に被害者を閉じ込め、時間経過で被害者が溺死する様にしている」という推測を立てた。
また犯行の裏では拉致した子どもの父親に折り紙を模した手紙を送り、子どもを救うための複数の試練を課している。

### 試練
作中で折り紙殺人鬼が拉致した子どもの父親に課している試練。複数あり、それぞれを折り紙にした手紙で父親のもとへ送付している。
試練をクリアすることで拉致した子どもの手がかりが少しずつ手に入るが、試練の内容は命を落としかねない様な危険極まりないもので、作中で犠牲になった子どもの父親もほとんどがその後行方不明になっている。試練を受けるか受けないかは父親の自由だが、子どもが死亡するまで4日というタイムリミットがあるため手がかりのない状態で救い出すのは無謀に近く、子どもを救いたい父親の気持ちにつけ込んでいる。

### ARI
「Added Reality Interface」の略。ジェイデンが使用しているFBIから支給された最新捜査ツールで、まだ実験段階にある。サングラスと右手用の手袋で操作する。
捜査現場において血痕や指紋などの痕跡を視覚的に視ることが可能。また警察のデータベースに遠隔でアクセスすることができ、それらの痕跡や証拠を照合することでその場で細密な捜査を行うことができる。
しかし使用には副作用が伴う為、作中ではARIの販売代理店から与えられている薬物であるトリプトケイン（Triptocaine）を抑制の為に服用している。

### トリプトケイン（Triptocaine）
ARIの副作用に対抗する為、ARI販売代理店より与えられた精神安定用の薬物（麻薬）である。
服用を続けることで中毒に陥り、効果が切れると禁断症状を発症する。

## 評価
ゲームデザイナーのピーター・モリニューは本作を「ビデオゲームの未来を見据えた作品で全くもって素晴らしい」と絶賛した。

## 不具合
2010年2月26日に公式サイトより、ゲームプレイ中の不具合としてフリーズ現象および再起動後のゲーム再開が出来なくなる現象が発表された。この現象については、アナウンス同日にリリースされた修正パッチ（バージョン1.01）により不具合の一部が軽減された。また2010年3月19日に、続く修正パッチ（バージョン1.02）がリリースされ、更なる不具合の解消が行われる。2012年現在、修正パッチはPlayStation Move対応のバージョン2.00が配信されている。

## パッケージデザイン
北米版、欧州版、日本版にそれぞれ異なるパッケージデザインを使用している。発売前にソニーの公式サイトPlayStation.Blogでパッケージデザインを発表したところ、北米のユーザーから欧州版のパッケージデザインを希望する声が集まったため、差し替え用ファイルをPDF形式などでダウンロードで配布すると発表した。発売日の後にPlayStation.Blogは、3地域版全てのパッケージデザインを差し替え用として、Flickrからダウンロードできるjpg形式で配布を行っている。